# Serafino Ghizzoni
Serafino Ghizzoni (L'Aquila, 16 ottobre 1954) è un ex rugbista a 15 italiano, per 24 stagioni ala/estremo dell'Aquila e internazionale per l'Italia per 10 anni.

## Biografia

### Giocatore
Nativo dell'Aquila e proveniente dalle giovanili del locale club rugbistico, Ghizzoni esordì in prima squadra l'11 febbraio 1973 a 19 anni e 4 mesi, grazie al tecnico John Powell Rees, nell'incontro Parma-L'Aquila 4-4 e vi rimase per 24 stagioni, fino al 1996.
In tale periodo vinse tre scudetti, due consecutivi nel 1981 e 1982 e uno, nel 1993-94, conquistato battendo in finale il Milan, all'epoca considerato la miglior squadra italiana.
In 24 anni in massima serie (serie A, poi A-1), Ghizzoni ha disputato 387 incontri, realizzando 690 punti frutto di 151 mete, 8 calci piazzati, 13 drop e 10 trasformazioni.
In nazionale esordì il 6 febbraio 1977, in Coppa FIRA contro la Francia A1 a Grenoble; il primo full international fu esattamente un mese dopo, sempre nell'ambito della stessa competizione, a Casablanca contro il Marocco.
Partecipò a tutte le edizioni della Coppa FIRA fino al 1986 e, nel 1987, fu incluso nella rosa che prese parte alla I Coppa del Mondo in Australia e Nuova Zelanda, scendendo in campo in un solo incontro, quello inaugurale contro la Nuova Zelanda, che fu anche il suo ultimo in azzurro.

### Dopo il ritiro
Dopo il ritiro Ghizzoni si è dedicato alla gestione dell'impresa familiare di noleggio veicoli; rimasto nell'ambiente sportivo, è insegnante di sci nella stagione invernale, e pilota automobilistico nelle cronoscalate.

## Palmarès
- Campionati italiani: 3
L'Aquila: 1980-81, 1981-82, 1993-94

- Coppe Italia: 2
L'Aquila: 1972-73, 1980-81